# 鈴木剛 (映画プロデューサー)
鈴木 剛（すずき たけし ）映画プロデューサー。宮城県仙台市出身。A型。

## 来歴・人物
フリーの制作部としてキャリアをスタートする。小規模な映画、Vシネマ、テレビドラマ制作部、PV、民放バラエティー番組の制作など幅広く携わる。また、コマーシャルのプロダクションマネージャーとして約2年間CMプロダクションを経験する。
『図鑑に載ってない虫』と『愛のむきだし』に登場した真っ赤なベンツは彼の愛車であった。

## 作品（抜粋）

### 制作部
- 午後の遺言状（1995年） 新藤兼人監督、制作主任
- デッドヒート（1996年） ゴードン・チャン監督、制作進行
- ガクの絵本（1997年） 和田誠監督、制作主任
- 愛を乞うひと（1998年） 平山秀幸監督、制作主任
- オーディション（1999年） 三池崇史監督、制作担当
- ショコキ!（2001年） マギー監督、制作担当
- OUT（2002年） 平山秀幸監督、制作担当

### プロデューサー
- 白い船（2002年） 錦織良成監督、ラインプロデューサー
- デートトレイン（2005年） 佐藤太監督、　プロデューサー
- ハザード（2006年） 園子温監督、企画・プロデューサー
- 紀子の食卓 （2006年） 園子温監督、企画・プロデューサー　
カルロヴィ・ヴァリ国際映画祭 特別表彰&国際シネマクラブ連盟ドンキホーテ賞　他
- ダメジン （2006年） 三木聡監督、プロデューサー
- バックダンサーズ（2006年） 永山耕三監督、ラインプロデューサー
- 図鑑に載ってない虫（2007年） 三木聡監督、ラインプロデューサー
- 転々（2007年） 三木聡監督、協力プロデューサー
- 愛のむきだし（2009年） 園子温監督、ラインプロデューサー
ベルリン国際映画祭フォーラム部門 カリガリ賞・国際批評家連盟賞　他
- インスタント沼（2009年） 三木聡監督、企画・プロデューサー
- RAILWAYS（2010年） 錦織良成監督、ラインプロデューサー
- ヒミズ（2011年） 園子温監督、ラインプロデューサー
ヴェネツィア国際映画祭 マルチェロ・マストロヤンニ賞　他
- 渾身（2012年） 錦織良成監督、ラインプロデューサー
- 希望の国（2012年） 園子温監督、ラインプロデューサー
トロント国際映画祭 NETPACアジア最優秀映画賞
- みんな!エスパーだよ!(2013年4月12日-7月5日テレビ東京)園子温監督、ラインプロデューサー
- 地獄でなぜ悪い（2013年） 園子温監督、プロデューサー
トロント国際映画祭 ミッドナイト・マッドネス部門観客賞
- 映画 みんな!エスパーだよ!（2015年）園子温監督、ラインプロデューサー
- 新宿スワン（2015年） 園子温監督、共同プロデューサー
- ひそひそ星（2015年）園子温監督　プロデューサー
- 新宿スワンII（2017年）園子温監督　共同プロデューサー
- 最初の晩餐（2019年）常盤司郎監督　プロデューサー
- 三日月とネコ（2024年）上村奈帆監督　協力プロデューサー